# Indische Platte

Übersicht Lithosphärenplatten

Die Indische Platte ist eine mittelgroße Kontinentalplatte. Zusammen mit einigen großen, mehreren mittleren und vielen kleinen Kontinentalplatten fügen sich diese Platten, gemäß der Theorie der Plattentektonik, zur Erdkruste zusammen. Der eine Teil der indischen Kontinentalplatte besteht aus ozeanischer Kruste, dem nördlichen Teil des Indischen Ozeans, und der andere Teil aus kontinentaler Kruste, dem Indischen Subkontinent. Teilweise wird die Indische Platte mit der Australischen Platte, die den gesamten australischen Kontinent, die Insel Neuguinea, einen Teil Neuseelands sowie den östlichen Indischen Ozean und einen Teil des Pazifiks trägt, zur Indo-Australischen Platte zusammengefasst.

## Geographische Lage
Die Indische Platte grenzt im Norden im Himalaya und Hindukusch sowie im Osten in Burma an die Eurasische Platte, wo auch am Sundagraben die kleine Burma-Platte zwischen Eurasischer und Indischer Platte liegt, im Süd-Osten an die Australische Platte, im Süd-Westen an die Afrikanische Platte sowie im Westen an die Arabische Platte. 
Die auf dem festen bis zäh-plastischen Erdmantel „schwimmende“ Lithosphärenplatte bewegt sich durchschnittlich mit rund 5,4 cm im Jahr nach Nordosten, wobei die örtliche Geschwindigkeit um mehrere Zentimeter im Jahr abweichen kann.

## Plattenrand

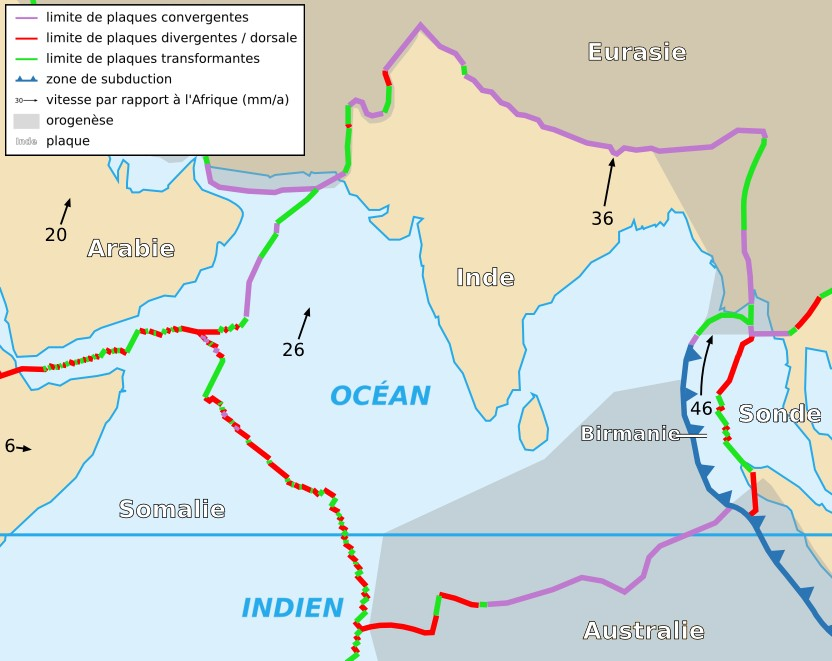
Die Indische Lithosphärenplatte

Die Indische Platte ist im Indischen Ozean von einer divergenten Plattengrenze (auseinanderstrebend) umgeben, gegenüber der afrikanischen Platte ist das der nördliche Teil des Zentralindischen Rückens, der auch als Nordwest-Indischer Rücken oder auch Carlsbergrücken bekannt ist. 
Eine Konvergente Plattengrenze (zusammenstoßend) ist der nördliche Sundagraben im östlichen Indischen Ozean, der durch die Subduktion der Indo-Australischen Lithosphärenplatte entsteht und der den nördlichen Sundabogen, einen 6.000 Kilometer langen Inselbogen, entstehen lässt. Eine weitere konvergente Plattengrenze befindet sich im Norden der Indischen Platte. Hier kommt es zur Kollision mit der eurasischen Landmasse, wodurch der Himalaya und das Hochland von Tibet sich auffaltet. 
Zwischen der Indischen und der Australischen Platte gibt es in großen Abschnitten keine eindeutige Abgrenzung, so dass die Indische Platte manchmal mit der Australischen Platte zur Indo-Australischen Platte zusammengefasst wird. Allerdings glauben einige Wissenschaftler, dass seit einigen Millionen Jahren beide Platten beginnen, sich voneinander zu trennen.
Eine konservative Plattengrenze (aneinander vorbeigleitend) befindet sich gegenüber der Arabischen Platte, die sogenannte Owen-Bruchzone.

## Plattenoberfläche
Im Indischen Ozean liegt das 4000 km lange untermeerische Gebirge des Ninety-East- oder Ostindischen Rückens, der von einem Plume erzeugt wurde. Der Chagos-Lakkadiven-Rücken ist ebenfalls durch Hotspot-Vulkanismus entstanden. Er reicht stellenweise bis an die Meeresoberfläche, wodurch er die Atolle und Korallenriffe der Malediven, des Chagos-Archipels, die Inselgruppen der Lakkadiven und Amindiven sowie die Insel Minicoy aufbaute.

## Geologische Geschichte

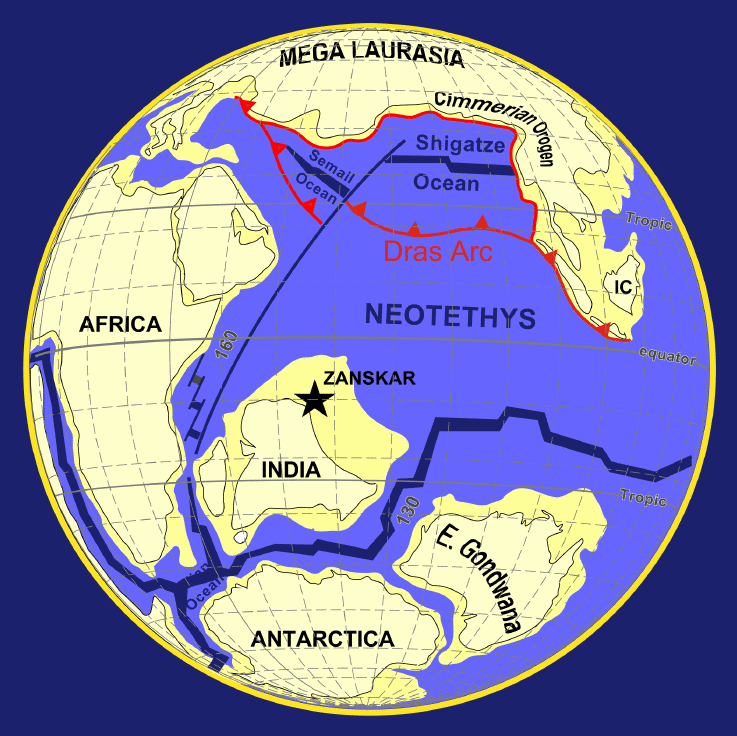
Kontinente vor 100 Millionen Jahren

Die Nordbewegung der Indischen Platte

Vor 130 bis 125 Millionen Jahren trennte sich ein Kontinent, zu dem damals der indische Subkontinent, die heutige Insel Madagaskar und die Inseln der Seychellen gehörten, von der Antarktis und Australien, die damals Bestandteil des Superkontinents Gondwana waren. Vor 90 Millionen Jahren trennte sich auch Madagaskar von der Indischen Platte, während der verbleibende Teil begann, mit der geologisch hohen Geschwindigkeit von bis zu 20 cm/Jahr nordwärts zu wandern. Als Ursache für diese außergewöhnlich hohe Geschwindigkeit wird von einigen Wissenschaftlern angenommen, dass die Lithosphäre der Indischen Platte mit 100 km nur etwa halb so dick ist wie die Lithosphäre der anderen Bruchstücke Gondwanas. Vor etwa 65 Millionen Jahren trennten sich auch die Inseln der Seychellen von der Indischen Platte, wobei die neue Nahtstelle heute Carlsbergrücken genannt wird.
Vor etwa 65 Millionen Jahren überfuhr die Indische Platte einen Hotspot. Zeugen dieses Ereignisses sind die Dekkan-Trapps im heutigen westlichen Indien. Diese an manchen Stellen über 2000 m mächtige Basaltschicht, welche die indische Landschaft des Dekkan formt, erstreckt sich heute über eine Fläche von mehr als 500.000 Quadratkilometern. Der Hot-Spot verursachte nach der Passage des Indischen Subkontinents anschließend die Bildung des Chagos-Lakkadiven-Rückens und liegt heute im Gebiet der Vulkaninsel von Réunion, unterhalb der afrikanischen Platte.
Vor 40 Millionen Jahren begann die Kollision des indischen Subkontinents mit Asien. Seitdem wird die kontinentale Erdkruste der Indischen Platte unter die Eurasische Platte geschoben (Überschiebung). Des Weiteren wird die Eurasische Platte verdickt, so dass die Erdkruste unterhalb des Himalayas und des Hochlandes von Tibet heute eine Dicke von 60 km erreicht. Der weltweite Durchschnitt der Dicke der Erdkruste beträgt 35 km. Der Subkontinent stößt heute immer noch mit 5 cm und mehr im Jahr nach Nordosten in Asien hinein, wobei das aufsteigende Gebirge gleichzeitig durch Erosion abgetragen und geformt wird. Die durchschnittliche Höhe des Himalayas und des Hochlandes von Tibet liegt bei etwas unter 5 km., obwohl im Himalaya einzelne Gebirge weit über die durchschnittliche Höhe hinaus ragen. In den vergangenen Millionen Jahren wurden aus den Gebirgen große Mengen Gesteins verfrachtet. Berechnungen zeigen, dass sich vor dem Himalaya und im Gangesdelta etwa 8,5 Millionen Kubikkilometer Gestein abgelagert haben.

## Erdbeben

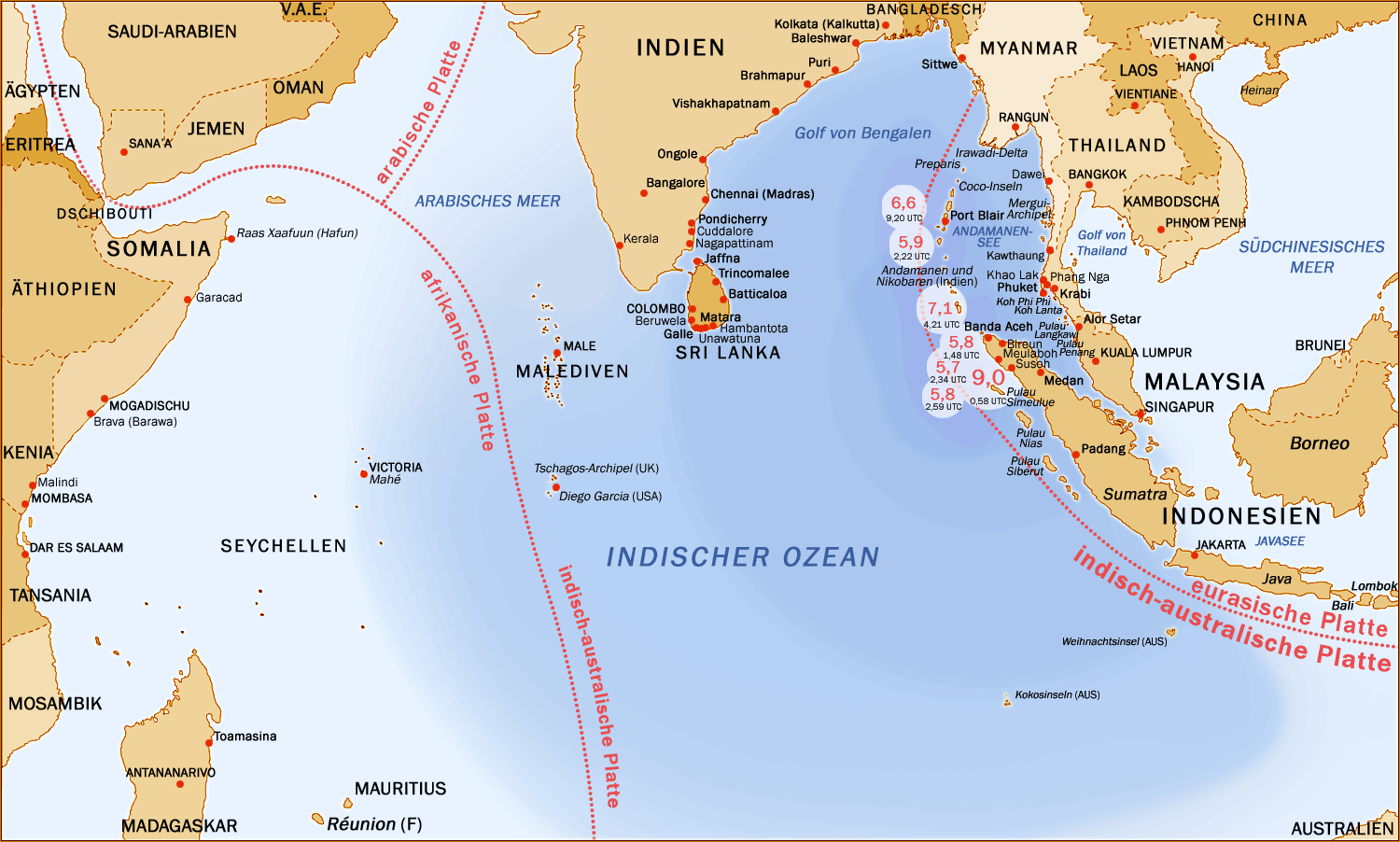
Seebeben im Indischen Ozean am 26. Dezember 2004

Das Vordringen der Indischen Platte gegen die Eurasische Platte erzeugt Spannungen in der Erdkruste, die nicht nur zur Auffaltung des Himalayas, der Hebung des Tibetischen Plateaus und dem Ausweichen von Krustenmaterial nach Osten führen, sondern auch zahlreiche starke Erdbeben verursachen. 
Im Jahr 1934 erreichte ein Erdbeben im Kathmandutal (Nepal) eine Stärke von 8,3 auf der Richterskala.
Im Dezember 2004 kam es im Gebiet zwischen der Indischen, der Australischen und der Burma-Platte zum Seebeben im Indischen Ozean. Das Erdbeben in der Burma-Platte hatte eine Stärke von über 9,0 auf der Richterskala mit Hypozentrum vor der Nordwestküste Sumatras (3° 19′ N, 95° 51′ O). Es verursachte durch mehrere Flutwellen verheerende Schäden in Küstenregionen am Golf von Bengalen, der Andamanensee, in weiten Teilen Südasiens und auch an der Küste Ostafrikas. Es wird geschätzt, dass das Beben etwa 230.000 Menschenleben forderte. 
Die Ursache dieses Bebens war eine plötzliche Verschiebung der Erdkruste. So wurde die dem Epizentrum am nächsten gelegene Insel Simeuluë um etwa 15 Meter in südwestliche Richtung verschoben. Eine weitere Folge ist das Versinken von 15 kleineren der 572 Inseln der Andamanen und Nikobaren unter den Meeresspiegel. 
Mit dem Seebeben vor Sumatra ereignete sich im März 2005, neben vielen kleineren Nachbeben, ein großes Nachbeben in der Region (2° 5′ N, 97° 1′ O), welches eine Stärke von 8,7 auf der Richterskala erreichte und etwa 1300 Menschenleben forderte.
Am 8. Oktober 2005 ereignete sich das Erdbeben in Kaschmir in der Nähe von Muzaffarabad (34° 26′ N, 73° 32′ O). Fast 85.000 Menschen kamen vor allem in Pakistan, aber auch in Indien ums Leben und zahlreiche Dörfer wurden zerstört.
Auch das schwere Erdbeben in Sichuan 2008 ging auf das Vordringen der Indischen Platte gegen die Eurasische zurück. Das zwischen dem starren Innern der Eurasischen und der Indischen Platte zusammengepresste Gestein des Tibetischen Hochlandes und seiner Umgebung weicht nach Osten aus und überfährt dabei das Sichuan-Becken. An den dort bestehenden Verwerfungszonen ereignen sich ebenfalls immer wieder schwere Erdbeben.

## Forschung
2011 wurde bekannt, dass es im Bereich des Hochlands von Tibet eine Mikroplatte gibt, die sogenannte Tibetanische Platte. Sowohl die Eurasische Platte als auch die Indische Platte schieben sich unter die neu entdeckte Tibetanische Platte, die sich mit fünf Zentimetern pro Jahr nach Norden bis Nordosten bewegt. Die Grenze zwischen der Indischen und der Tibetanischen bzw. Eurasischen Platte konnte durch Isotopenanalysen in heißen Quellen genauer bestimmt werden. Eine Studie der University of Illinois erklärt die Form der sich nach Osten hin (bis nach Sichuan und in den Norden Myanmars) verbreiternden Tibetanischen Platte mit der dort im Vergleich zum Westen geringeren Mächtigkeit der Eurasischen Platte.